# Campanula justiniana
Campanula justiniana är en klockväxtart som beskrevs av Johanna A. Witasek. Campanula justiniana ingår i släktet blåklockor, och familjen klockväxter. Inga underarter finns listade i Catalogue of Life.